# Park Narodowy Teodora Roosevelta
Park Narodowy Teodora Roosevelta (ang. Theodore Roosevelt National Park) – park narodowy położony w zachodniej części stanu Dakota Północna w Stanach Zjednoczonych. Park został utworzony w 1978 roku na powierzchni 285 km². Nazwa parku pochodzi od prezydenta Theodora Roosevelta.

## Galeria

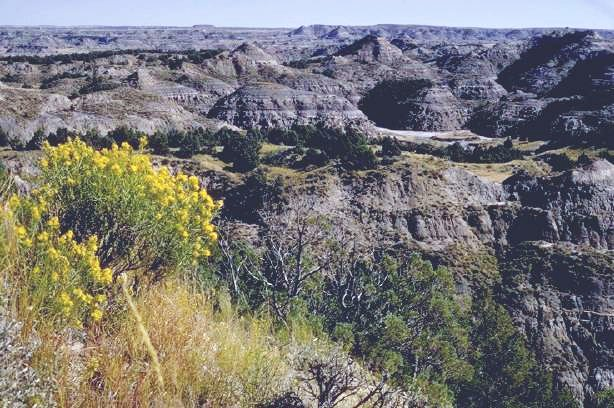
Badlands
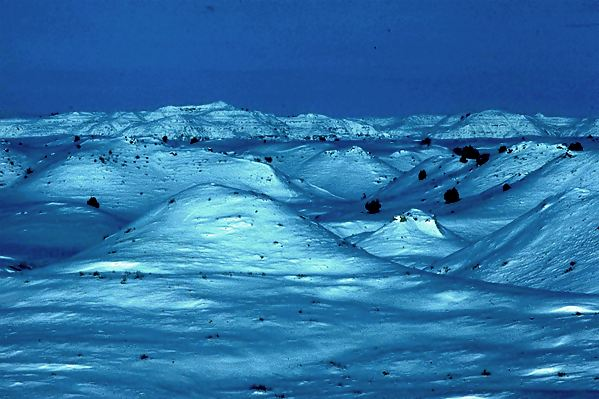
Badlands zimową nocą
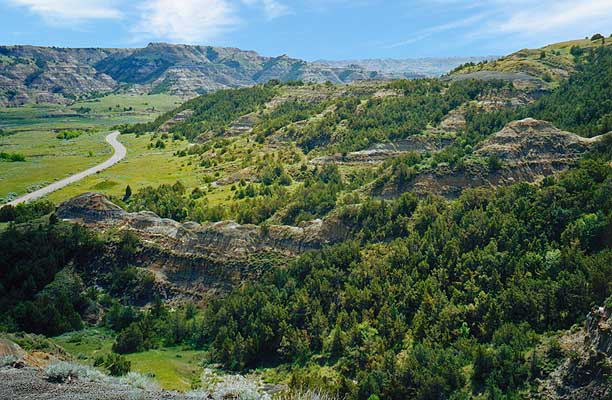
Kanion Thro